# Ferdinand Wesely
Ferdinand Wesely (30 de maig de 1897 - 19 de març de 1949) fou un futbolista austríac de la dècada de 1920.
Fou internacional amb Àustria durant la dècada de 1920. Pel que fa a clubs, jugà a SK Rapid Wien i durant els anys trenta a diversos clubs suïssos.

## Palmarès
Basel
- Copa suïssa de futbol: 1932-33